# منتدى برشلونة

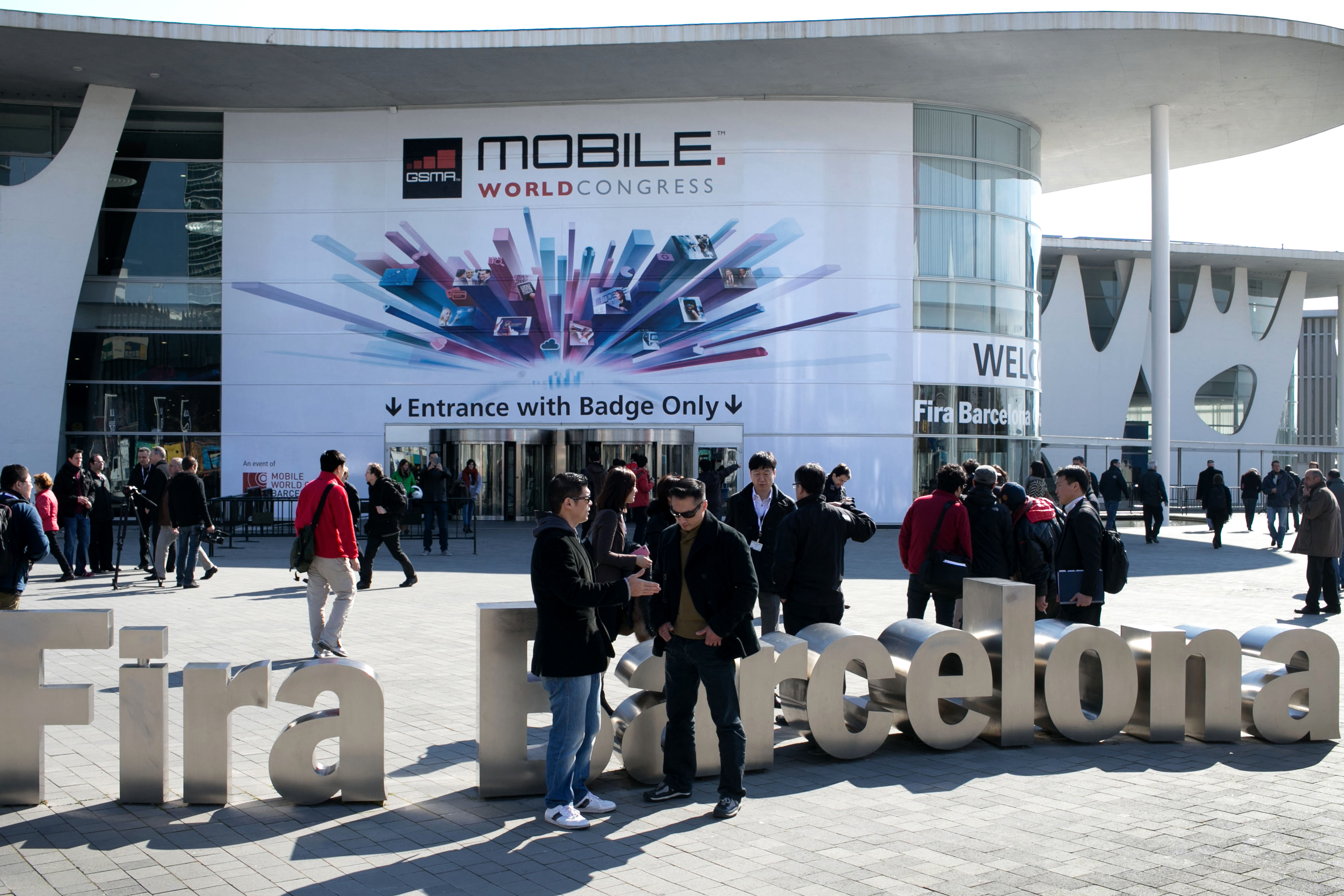

منتدى برشلونة (بالإنجليزية: Barcelona Meeting Point) هو منتدى سنوي دولي والوحيد على مستوى إسبانيا الي يجمع خبراء ومختصين في المجال العقاري، ويعقد جلساته خلال الخمسة الأيام الأولى من موسم خريف كل سنة. مبيناً أن المنتدى يقيم لقاءات مع المختصين والخبراء الكبار في هذا القطاع وكل ما له علاقة بالاستثمار وإيجاد فرص تمويل المشاريع. وأنه من أهم وأشهر المنتديات التي تعقد في ميدان العقارات والاستثمار بحضور ومشاركة نخبة من المختصين والخبراء من جميع أنحاء العالم.